# Webster (Teksas)
Webster – miasto w Stanach Zjednoczonych, w stanie Teksas, w hrabstwie Harris, leżące na przedmieściach Houston. Około 5 km od miasta znajduje się Centrum Lotów Kosmicznych.

## Demografia
Według przeprowadzonego przez United States Census Bureau spisu powszechnego w 2010 miasto liczyło 1 040 mieszkańców, co oznacza spadek o 88,6% w porównaniu do roku 2000. Natomiast skład etniczny w mieście wyglądał następująco: Biali 59,6%, Afroamerykanie 13,6%, Azjaci 4,5%, pozostali 22,3%. Kobiety stanowiły 50% populacji.